# Хуан Естебан Лосано
Хуан Естебан Лосано де Торрес (ісп. Juan Esteban Lozano de Torres) — іспанський політик, державний секретар Іспанії впродовж двох днів у січні 1816 року за правління короля Фернандо VII.